# Pristimantis phoxocephalus
Pristimantis phoxocephalus är en groddjursart som först beskrevs av Lynch 1979.  Pristimantis phoxocephalus ingår i släktet Pristimantis och familjen Strabomantidae. IUCN kategoriserar arten globalt som livskraftig. Inga underarter finns listade i Catalogue of Life.